# Bonneysee

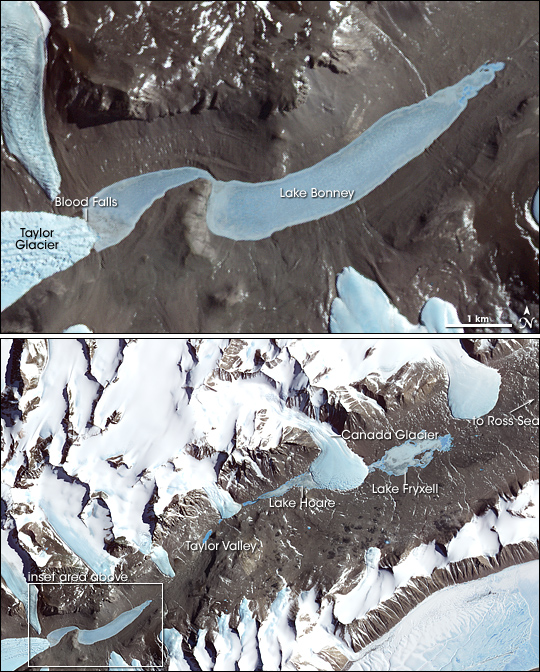
Satellitenfoto des Gebiets

Der Bonneysee ist ein Salzsee mit einer permanenten Eisdecke am westlichen Ende des Taylor Valley in Victorialand, Antarktis.
Er ist 7 km lang, bis zu 900 Meter breit und 40 m tief und ist ständig mit einer mehrere Meter dicken Eisschicht bedeckt. Ein schmaler, nur 50 Meter breiter Kanal (Lake Bonney at Narrows), trennt den See in einen östlichen (3,32 km²) und einen westlichen Teil (0,99 km²). Im Norden (Asgard Range) und Süden (Kukri Hills) des Sees erheben sich Gipfel von über 1500 m Höhe, und der Taylor-Gletscher fließt von Westen in den See.
Er wurde von der Discovery-Expedition (1901–1904) entdeckt, und von Scotts Terra-Nova-Expedition (1910–1913) nach Thomas George Bonney, der von 1877 bis 1901 Professor für Geologie an der University College London war, benannt.

## Forschung
Der Bonneysee ist einer der wichtigsten Seen für die Studien der National Science Foundation, dem McMurdo Long Term Ecological Research Projekt (MCM LTER).
2007 wurde ein von der NASA finanziertes Projekt gestartet, bei dem die Ausdehnung und die Ökologie des Gewässers unter Zuhilfenahme eines autonomen Unterwasser-Roboters namens Endurance (Environmentally Non-Disturbing Under-ice Robotic ANtarctiC Explorer) erforscht werden soll. Der Roboter wurde von der Firma Stone Aerospace entwickelt, die auch den Deep Phreatic Thermal Explorer (DEPTHX) Tauchroboter baute. Das Endurance-Projekt wird von Peter Doran, Professor an der University of Illinois at Chicago, geleitet. Wissenschaftler haben ein altes Ökosystem unter dem Taylor-Gletscher entdeckt, das sich über die sogenannten Blood Falls in den Bonneysee ergießt. Dieses Ökosystem überlebt durch die Umwandlung von Schwefel- und Eisenverbindungen.
Die Arbeit ist als eine Etappe in der Entwicklung eines autonomen Unterwasser-Roboters, der das Meer auf dem Jupitermond Europa erkunden soll, zu sehen.

## Zuflüsse
Der Bonneysee wird durch eine Reihe von Schmelzwasserbächen gespeist:
- Bartlette Creek
- Bohner Stream
- Doran Stream (speist den Priscu Stream)
- Lawson Creek
- Lizotte Creek
- Lyon Creek
- Mason Creek
- Priscu Stream (der längste mit 3,8 km)
- Red River
- Santa Fe Stream
- Sharp Creek
- Vincent Creek